# Gouvernement Atambaev II
République kirghize
Otounbaïeva Babanov
Le second gouvernement Atambaev est le gouvernement du Kirghizistan entré en fonction le 17 décembre 2010. Il est dirigé par Almazbek Atambaev.

## Historique

### Formation
La composition du gouvernement est proposée au Parlement le 17 décembre 2010. Sa composition est confirmée trois jours plus tard.
Il est dirigé par l'ancien Premier ministre Almazbek Atambaev.

### Succession
Après l'investiture d'Almazbek Atambaev comme président de la République, la composition du gouvernement Babanov est approuvée par le Parlement le 23 décembre 2011. Le gouvernement est nommé le lendemain.

## Composition

### Membres du gouvernement
| Poste                                                                            | Titulaire,             | Titulaire,                                  | Parti       |
| -------------------------------------------------------------------------------- | ---------------------- | ------------------------------------------- | ----------- |
| Premier ministre                                                                 |                        | Almazbek Atambaev (jusqu'au 01/12/2012)     | PSDK        |
| Premier ministre                                                                 |                        | Ömurbek Babanov a.i.                        | Respoublika |
| Premier vice-Premier ministre                                                    |                        | Ömurbek Babanov                             | Respoublika |
| Vice-Première ministre                                                           |                        | Ibragim Junusov                             | Ata-jourt   |
| Vice-Premier ministre                                                            |                        | Shamil Atakhanov                            |             |
| Ministre et chef de l'appareil gouvernemental                                    |                        | Nurkhanbek Momunaliev                       |             |
| Ministre des Affaires étrangères                                                 |                        | Ruslan Kazakbayev                           | Respoublika |
| Ministre de l'Agriculture                                                        |                        | Torogul Bekov                               |             |
| Ministre de la Culture et de l'Information                                       |                        | Nurlanbek Shakiev                           |             |
| Ministre de la Défense                                                           |                        | Abibulla Kudaiberdiev                       |             |
| Ministre de la Protection sociale et de la Population                            |                        | Duishonali Mamasaliev (jusqu'au 29/01/2011) |             |
| Ministre de la Régulation économique                                             |                        | Uchkunbek Tashbaev                          |             |
| Ministre de l'Éducation et de la Science                                         |                        | Kanat Sadykov                               | SDPK        |
| Ministre de l'Énergie et de l'Industrie                                          |                        | Askarbek Shadiev                            |             |
| Ministre des Finances                                                            |                        | Chorobek Imashev (jusqu'au 29/01/2011)      |             |
| Ministre des Finances                                                            | Arzybek Kozhoshev a.i. |                                             |             |
| Ministre de l'Intérieur                                                          |                        | Zarylbek Rysaliev                           | SDPK        |
| Ministre de la Jeunesse                                                          |                        | Alisbek Alymkulov                           | SDPK        |
| Ministre de la Justice                                                           |                        | Abylai Mukhamedzhanov                       |             |
| Ministre de la Santé                                                             |                        | Sabyr Zhumabekov                            |             |
| Ministre des Situations d'urgence                                                |                        | Bolotbek Borbiev                            |             |
| Ministre des Transports et des Communications                                    |                        | Erkin Isakov                                |             |
| Ministre du Travail, de l'Emploi et de la Migration                              |                        | Almasbek Abytov                             |             |
| Ministre des Propriétés publiques                                                |                        | Nurdin Ilebaev                              |             |
| Ministre des Ressources naturelles                                               |                        | Zamirbek Esenamanov                         |             |
| Président du comité pour la Gestion de l'eau et les Revendications territoriales |                        | Ziyadin Jamaldinov                          |             |

### Postes non ministériels
| Poste                                                                                        | Titulaire | Titulaire           | Parti |
| -------------------------------------------------------------------------------------------- | --------- | ------------------- | ----- |
| Directeur général du directoire d'État pour la reconstruction des villes d'Och et Djalalabad |           | Jantörö Satybaldiev |       |